# Olympische Sommerspiele 2024/Teilnehmer (Ungarn)
| Gelbes Symbol für Goldmedaillen mit stilisierten Olympischen Ringen | Graues Symbol für Silbermedaillen mit stilisierten Olympischen Ringen | Braundes Symbol für Bronzemedaillen mit stilisierten Olympischen Ringen |
| ------------------------------------------------------------------- | --------------------------------------------------------------------- | ----------------------------------------------------------------------- |
| 6                                                                   | 7                                                                     | 6                                                                       |

Ungarn nahm an den Olympischen Spielen 2024 vom 26. Juli bis zum 11. August 2024 in Paris teil. Es war die insgesamt 28. Teilnahme an Olympischen Sommerspielen.

## Teilnehmer nach Sportarten

### Boxen
Bei den Europaspielen 2023 konnten zwei ungarische Boxer sich für die olympischen Spiele qualifizieren. Beim ersten internationalen Qualifikationsturnier konnte sich zudem Pylyp Akilov einen Startplatz erkämpfen.
| Athleten       | Wettbewerb         | 1. Runde | 1. Runde | Achtelfinale  | Achtelfinale | Viertelfinale | Viertelfinale | Halbfinale    | Halbfinale    | Finale        | Finale        | Rang |
| Athleten       | Wettbewerb         | Gegner   | Ergebnis | Gegner        | Ergebnis     | Gegner        | Ergebnis      | Gegner        | Ergebnis      | Gegner        | Ergebnis      | Rang |
| -------------- | ------------------ | -------- | -------- | ------------- | ------------ | ------------- | ------------- | ------------- | ------------- | ------------- | ------------- | ---- |
| Frauen         |                    |          |          |               |              |               |               |               |               |               |               |      |
| Luca Hámori    | Klasse bis 66 kg   | G. Walsh | 4:1      | M. Williamson | 5:0          | I. Khelif     | 0:5           | ausgeschieden | ausgeschieden | ausgeschieden | ausgeschieden | 5    |
| Männer         |                    |          |          |               |              |               |               |               |               |               |               |      |
| Richárd Kovács | Klasse bis 63,5 kg | Freilos  | Freilos  | H. Garside    | 5:0          | S. Oumiha     | 0:5           | ausgeschieden | ausgeschieden | ausgeschieden | ausgeschieden | 5    |
| Pylyp Akilov   | Klasse bis 80 kg   | Freilos  | Freilos  | O. Chyschnjak | 1:4          | ausgeschieden | ausgeschieden | ausgeschieden | ausgeschieden | ausgeschieden | ausgeschieden | 9    |

### Fechten
Über die Mannschaftsranglisten konnten sich die Männer im Degen sowie beide Säbelteams qualifizieren. Somit konnten auch in den jeweiligen Einzelwettbewerben drei Fechter an den Start gehen. Im Degen der Frauen und den beiden Florettwettbewerben konnten sich jeweils ungarische Athleten über die Einzelrangliste qualifizieren.
| Athleten                                                   | Wettbewerb       | 1. Runde   | 1. Runde | 2. Runde            | 2. Runde | Achtelfinale  | Achtelfinale  | Viertelfinale | Viertelfinale | Halbfinale / Klassifikation | Halbfinale / Klassifikation | Finale / Platzierung | Finale / Platzierung | Rang   |
| Athleten                                                   | Wettbewerb       | Gegner     | Ergebnis | Gegner              | Ergebnis | Gegner        | Ergebnis      | Gegner        | Ergebnis      | Gegner                      | Ergebnis                    | Gegner               | Ergebnis             | Rang   |
| ---------------------------------------------------------- | ---------------- | ---------- | -------- | ------------------- | -------- | ------------- | ------------- | ------------- | ------------- | --------------------------- | --------------------------- | -------------------- | -------------------- | ------ |
| Frauen                                                     |                  |            |          |                     |          |               |               |               |               |                             |                             |                      |                      |        |
| Eszter Muhari                                              | Degen Einzel     | Freilos    | Freilos  | Tang J.             | 15:10    | Song S.-r.    | 15:6          | Yu S.         | 15:10         | A. Mallo                    | 9:15                        | N. Differt           | 15:14                | Bronze |
| Flóra Pásztor                                              | Florett Einzel   | Freilos    | Freilos  | J. Dubrovich        | 15:12    | Y. Zhang      | 15:5          | L. Kiefer     | 4:15          | ausgeschieden               | ausgeschieden               | ausgeschieden        | ausgeschieden        | 8      |
| Anna Márton                                                | Säbel Einzel     | K. Paredes | 15:10    | L. Martín-Portugués | 15:8     | L. Pusztai    | 15:7          | O. Charlan    | 7:15          | ausgeschieden               | ausgeschieden               | ausgeschieden        | ausgeschieden        | 8      |
| Liza Pusztai                                               | Säbel Einzel     | Freilos    | Freilos  | M. Battiston        | 15:12    | A. Márton     | 7:15          | ausgeschieden | ausgeschieden | ausgeschieden               | ausgeschieden               | ausgeschieden        | ausgeschieden        | 13     |
| Luca Szűcs                                                 | Säbel Einzel     | Freilos    | Freilos  | M. Criscio          | 15:10    | J. Iliewa     | 15:10         | S. Balzer     | 12:15         | ausgeschieden               | ausgeschieden               | ausgeschieden        | ausgeschieden        | 7      |
| Anna Márton Liza Pusztai Luca Szűcs Sugár Katinka Battai   | Säbel Mannschaft | —          | —        | —                   | —        | —             | —             | Japan         | 27:45         | Italien                     | 45:35                       | Vereinigte Staaten   | 39:45                | 6      |
| Männer                                                     |                  |            |          |                     |          |               |               |               |               |                             |                             |                      |                      |        |
| Tibor Andrásfi                                             | Degen Einzel     | Freilos    | Freilos  | R. Limardo          | 15:10    | G. Lugo       | 13:12         | F. Vismara    | 15:13         | K. Kanō                     | 13:14                       | M. El-Sayed          | 7:8                  | 4      |
| Máté Tamás Koch                                            | Degen Einzel     | Freilos    | Freilos  | G. Lugo             | 10:15    | ausgeschieden | ausgeschieden | ausgeschieden | ausgeschieden | ausgeschieden               | ausgeschieden               | ausgeschieden        | ausgeschieden        | 17     |
| Gergely Siklósi                                            | Degen Einzel     | Freilos    | Freilos  | J. Jurka            | 15:5     | N. Loyola     | 13:14         | ausgeschieden | ausgeschieden | ausgeschieden               | ausgeschieden               | ausgeschieden        | ausgeschieden        | 9      |
| Tibor Andrásfi Máté Tamás Koch Gergely Siklósi Dávid Nagy  | Degen Mannschaft | —          | —        | —                   | —        | —             | —             | Kasachstan    | 45:30         | Frankreich                  | 45:30                       | Japan                | 26:25                | Gold   |
| Dániel Dósa                                                | Florett Einzel   | Freilos    | Freilos  | A. Tolba            | 14:15    | ausgeschieden | ausgeschieden | ausgeschieden | ausgeschieden | ausgeschieden               | ausgeschieden               | ausgeschieden        | ausgeschieden        | 17     |
| Csanád Gémesi                                              | Säbel Einzel     | Freilos    | Freilos  | E. Dershwitz        | 15:10    | F. Ferjani    | 14:15         | ausgeschieden | ausgeschieden | ausgeschieden               | ausgeschieden               | ausgeschieden        | ausgeschieden        | 16     |
| András Szatmári                                            | Säbel Einzel     | Freilos    | Freilos  | B. Apithy           | 13:15    | ausgeschieden | ausgeschieden | ausgeschieden | ausgeschieden | ausgeschieden               | ausgeschieden               | ausgeschieden        | ausgeschieden        | 25     |
| Áron Szilágyi                                              | Säbel Einzel     | Freilos    | Freilos  | F. Arfa             | 8:15     | ausgeschieden | ausgeschieden | ausgeschieden | ausgeschieden | ausgeschieden               | ausgeschieden               | ausgeschieden        | ausgeschieden        | 18     |
| Csanád Gémesi András Szatmári Áron Szilágyi Krisztián Rabb | Säbel Mannschaft | —          | —        | —                   | —        | —             | —             | Italien       | 45:38         | Iran                        | 45:43                       | Südkorea             | 41:45                | Silber |

### Handball
Die Frauen gewannen ihr Qualifikationsturnier in Debrecen, den Männern reichte ein zweiter Platz bei ihrem Qualifikationsturnier in Tatabánya für die Teilnahme in Paris.
| Wettbewerb    | Frauen | Männer (Spiele/Tore) |
| ------------- | --- | --- |
| Athleten      | Anna Albek (6/2) Blanka Böde-Bíró (6/0) Réka Bordás (3/0) Kinga Debreczeni-Klivinyi (5/5) Petra Füzi-Tóvizi (6/12) Viktória Győri-Lukács (6/26) Kinga Janurik (5/0) Gréta Kácsor (1/0) Katrin Klujber (6/38) Csenge Kuczora (6/24) Gréta Márton (6/4) Nikoletta Papp (6/3) Noémi Pásztor (3/3) Petra Simon (6/16) Zsófi Szemerey (1/0) Nadine Szöllősi-Schatzl (6/18) Petra Vámos (6/18) | Gábor Ancsin (5/13) Bence Bánhidi (5/17) László Bartucz (4/0) Richárd Bodó (5/19) Bendegúz Bóka (5/9) Gergő Fazekas (5/10) Egon Hanusz (1/0) Zoran Ilić (5/9) Bence Imre (4/26) Máté Lékai (5/13) Patrik Ligetvári (5/1) Roland Mikler (2/0) Kristóf Palasics (4/0) Pedro Rodríguez Álvarez (3/2) Miklós Rosta (3/8) Adrián Sipos (5/0) Zoltán Szita (4/10) |
| Trainer       | Vladimir Golovin | Chema Rodríguez |
| Gruppenphase  | Frankreich (28:31) Brasilien (25:24) Angola (31:31) Spanien (27:24) Niederlande (26:30) | Ägypten (32:35) Argentinien (35:25) Norwegen (25:26) Dänemark (25:28) Frankreich (20:24) |
| Viertelfinale | Schweden (32:36) | ausgeschieden |
| Halbfinale    | ausgeschieden | ausgeschieden |
| Finale        | ausgeschieden | ausgeschieden |
| Rang          | 6. Platz | 10. Platz |

### Judo
Über die IJF-Weltrangliste konnten sich sieben ungarische Judokas qualifizieren. Durch die Qualifikation in den entsprechenden Gewichtsklassen konnte auch ein Mixed-Team an den Start gehen.
| Athleten                                                                                       | Wettbewerb        | 1. Runde       | 1. Runde | Achtelfinale         | Achtelfinale  | Viertelfinale | Viertelfinale | Halbfinale / Trostrunde | Halbfinale / Trostrunde | Finale / Platz 3 | Finale / Platz 3 | Rang |
| Athleten                                                                                       | Wettbewerb        | Gegner         | Ergebnis | Gegner               | Ergebnis      | Gegner        | Ergebnis      | Gegner                  | Ergebnis                | Gegner           | Ergebnis         | Rang |
| ---------------------------------------------------------------------------------------------- | ----------------- | -------------- | -------- | -------------------- | ------------- | ------------- | ------------- | ----------------------- | ----------------------- | ---------------- | ---------------- | ---- |
| Frauen                                                                                         |                   |                |          |                      |               |               |               |                         |                         |                  |                  |      |
| Réka Pupp                                                                                      | Klasse bis 52 kg  | Freilos        | Freilos  | Lchagwasürengiin S.  | 10s2:0s3      | O. Giuffrida  | 0s1:1s2       | G. Primo                | 10:0                    | A. Buchard       | 0s2:1            | 5    |
| Szofi Özbas                                                                                    | Klasse bis 63 kg  | R. Zachová     | 1s1:0s2  | C. Beauchemin-Pinard | 0s1:10s1      | ausgeschieden | ausgeschieden | ausgeschieden           | ausgeschieden           | ausgeschieden    | ausgeschieden    | 9    |
| Szabina Gercsák                                                                                | Klasse bis 70 kg  | A. Coughlan    | 0:1      | ausgeschieden        | ausgeschieden | ausgeschieden | ausgeschieden | ausgeschieden           | ausgeschieden           | ausgeschieden    | ausgeschieden    | 17   |
| Männer                                                                                         |                   |                |          |                      |               |               |               |                         |                         |                  |                  |      |
| Bence Pongrácz                                                                                 | Klasse bis 66 kg  | I. Alhassane   | 10:0s1   | H. Abe               | 0:10          | ausgeschieden | ausgeschieden | ausgeschieden           | ausgeschieden           | ausgeschieden    | ausgeschieden    | 9    |
| Attila Ungvári                                                                                 | Klasse bis 81 kg  | A. Schubanasar | 1s1:0s2  | M. Casse             | 0s2:10s1      | ausgeschieden | ausgeschieden | ausgeschieden           | ausgeschieden           | ausgeschieden    | ausgeschieden    | 9    |
| Krisztián Tóth                                                                                 | Klasse bis 90 kg  | A. Creț        | 0:10     | ausgeschieden        | ausgeschieden | ausgeschieden | ausgeschieden | ausgeschieden           | ausgeschieden           | ausgeschieden    | ausgeschieden    | 17   |
| Zsombor Vég                                                                                    | Klasse bis 100 kg | A. Kukolj      | 1:0      | N. Sherazadishvili   | 0:10          | ausgeschieden | ausgeschieden | ausgeschieden           | ausgeschieden           | ausgeschieden    | ausgeschieden    | 9    |
| Mixed                                                                                          |                   |                |          |                      |               |               |               |                         |                         |                  |                  |      |
| Réka Pupp Szofi Özbas Szabina Gercsák Bence Pongrácz Attila Ungvári Krisztián Tóth Zsombor Vég | Mixed Team        | Italien        | 1:4      | ausgeschieden        | ausgeschieden | ausgeschieden | ausgeschieden | ausgeschieden           | ausgeschieden           | ausgeschieden    | ausgeschieden    | 17   |

### Kanu
Bei den Weltmeisterschaften 2023 konnten die ungarischen Kanuten Quotenplätze in acht Bootsklassen erreichen. Zusätzlich gelang die Qualifikation im C1 der Frauen auf heimischem Gewässer beim europäischen Qualifikationsevent in Szeged.

#### Kanurennsport
| Athleten                                             | Wettbewerb | Vorlauf     | Vorlauf | Viertelfinale | Viertelfinale | Halbfinale  | Halbfinale | A/B-Finale            | A/B-Finale | Rang   |
| Athleten                                             | Wettbewerb | Zeit        | Rang    | Zeit          | Rang          | Zeit        | Rang       | Zeit                  | Rang       | Rang   |
| ---------------------------------------------------- | ---------- | ----------- | ------- | ------------- | ------------- | ----------- | ---------- | --------------------- | ---------- | ------ |
| Frauen                                               |            |             |         |               |               |             |            |                       |            |        |
| Ágnes Kiss                                           | C1 200 m   | 48,00 s     | 3       | 47,13 s       | 2             | 46,37 s     | 4          | 45,68 s               | 8          | 8      |
| Kincső Takács                                        | C1 200 m   | 46,60 s     | 3       | 47,47 s       | 1             | 47,01 s     | 8          | B-Finale: 46,54 s     | 3          | 11     |
| Ágnes Kiss Bianka Nagy                               | C2 500 m   | 1:56,82 min | 3       | 1:59,89 min   | 1             | 1:55,51 min | 2          | 1:54,90 min           | 4          | 4      |
| Tamara Csipes                                        | K1 500 m   | 1:50,21 min | 1       | —             | —             | 1:48,72 min | 1          | 1:48,44 min           | 2          | Silber |
| Alida Dóra Gazsó                                     | K1 500 m   | 1:50,78 min | 1       | —             | —             | 1:49,76 min | 1          | 1:51,19 min           | 6          | 6      |
| Tamara Csipes Alida Dóra Gazsó                       | K2 500 m   | 1:42,68 min | 3       | 1:40,57 min   | 1             | 1:39,76 min | 3          | 1:39,39 min           | 2          | Silber |
| Sára Fojt Noémi Pupp                                 | K2 500 m   | 1:39,44 min | 3       | 1:41,90 min   | 4             | 1:39,89 min | 4          | 1:39,46 min           | 3          | Bronze |
| Tamara Csipes Alida Dóra Gazsó Sára Fojt Noémi Pupp  | K4 500 m   | 1:33,42 min | 2       | —             | —             | —           | —          | 1:32,93               | 3          | Bronze |
| Männer                                               |            |             |         |               |               |             |            |                       |            |        |
| Balázs Adolf                                         | C1 1000 m  | 3:48,21 min | 3       | 3:53,65 min   | 1             | 3:46,61 min | 4          | 3:49,83 min           | 7          | 7      |
| Dániel Fejes                                         | C1 1000 m  | 3:56,00 min | 4       | 3:47,88 min   | 1             | 3:47,83 min | 5          | B-Finale: 3:50,22 min | 3          | 11     |
| Balázs Adolf Jonatán Hajdu                           | C2 500 m   | 1:40,02 min | 4       | 1:40,95 min   | 2             | 1:39,83 min | 2          | 1:41,66 min           | 6          | 6      |
| Bálint Kopasz                                        | K1 1000 m  | 3:26,44 min | 1       | —             | —             | 3:28,76 min | 1          | 3:25,68 min           | 3          | Bronze |
| Ádám Varga                                           | K1 1000 m  | 3:28,56 min | 1       | —             | —             | 3:27,92 min | 1          | 3:24,76 min           | 2          | Silber |
| Bence Nádas Sándor Tótka                             | K2 500 m   | 1:29,08 min | 2       | —             | —             | 1:28,38 min | 2          | 1:27,15 min           | 2          | Silber |
| Bálint Kopasz Ádám Varga                             | K2 500 m   | 1:29,37 min | 2       | —             | —             | 1:29,66 min | 5          | B-Finale: 1:32,85 min | 7          | 15     |
| Kolos Csizmadia István Kuli Bence Nádas Sándor Tótka | K4 500 m   | 1:21,18 min | 2       | —             | —             | 1:21,07 min | 2          | 1:21,99 min           | 7          | 7      |

### Leichtathletik
Laufen und Gehen
| Athleten                      | Wettbewerb          | Vorlauf      | Vorlauf | Hoffnungslauf | Hoffnungslauf | Halbfinale    | Halbfinale    | Finale        | Finale        | Rang |
| Athleten                      | Wettbewerb          | Zeit         | Rang    | Zeit          | Rang          | Zeit          | Rang          | Zeit          | Rang          | Rang |
| ----------------------------- | ------------------- | ------------ | ------- | ------------- | ------------- | ------------- | ------------- | ------------- | ------------- | ---- |
| Frauen                        |                     |              |         |               |               |               |               |               |               |      |
| Boglárka Takács               | 100 m               | 11,10 s NR   | 3       | —             | —             | 11,26 s       | 7             | ausgeschieden | ausgeschieden | 18   |
| Boglárka Takács               | 200 m               | 23,16 s      | 6       | 23,05 s       | 2             | ausgeschieden | ausgeschieden | ausgeschieden | ausgeschieden | 27   |
| Viktória Wagner-Gyürkés       | 5000 m              | 15:48,24 min | 18      | —             | —             | —             | —             | ausgeschieden | ausgeschieden | 37   |
| Gréta Kerekes                 | 100 m Hürden        | 13,50 s      | 7       | 13,20 s       | 5             | ausgeschieden | ausgeschieden | ausgeschieden | ausgeschieden | 35   |
| Luca Kozák                    | 100 m Hürden        | 13,11 s      | 6       | 12,96 s SB    | 3             | ausgeschieden | ausgeschieden | ausgeschieden | ausgeschieden | 28   |
| Viktória Madarász             | 20 km Gehen         | —            | —       | —             | —             | —             | —             | 1:41:21 h     | 42            | 42   |
| Rita Récsei                   | 20 km Gehen         | —            | —       | —             | —             | —             | —             | 1:34:39 h     | 33            | 33   |
| Männer                        |                     |              |         |               |               |               |               |               |               |      |
| Attila Molnár                 | 400 m               | 45,24 s      | 6       | 45,45 s       | 3             | ausgeschieden | ausgeschieden | ausgeschieden | ausgeschieden | 26   |
| Máté Helebrandt               | 20 km Gehen         | —            | —       | —             | —             | —             | —             | 1:27:17 h     | 44            | 44   |
| Bence Venyercsán              | 20 km Gehen         | —            | —       | —             | —             | —             | —             | 1:29:14 h     | 46            | 46   |
| Mixed                         |                     |              |         |               |               |               |               |               |               |      |
| Barbara Oláh Bence Venyercsán | Gehen Mixed-Staffel | —            | —       | —             | —             | —             | —             | 3:05:18 h     | 21            | 21   |

Springen und Werfen
| Athleten             | Wettbewerb     | Qualifikation | Qualifikation | Finale        | Finale        | Rang   |
| Athleten             | Wettbewerb     | Weite/Höhe    | Rang          | Weite/Höhe    | Rang          | Rang   |
| -------------------- | -------------- | ------------- | ------------- | ------------- | ------------- | ------ |
| Frauen               |                |               |               |               |               |        |
| Hanga Klekner        | Stabhochsprung | 4,40 m        | 25            | ausgeschieden | ausgeschieden | 25     |
| Petra Bánhidi-Farkas | Weitsprung     | 6,40 m        | 21            | ausgeschieden | ausgeschieden | 21     |
| Réka Gyurátz         | Hammerwurf     | 64,77 m       | 30            | ausgeschieden | ausgeschieden | 30     |
| Männer               |                |               |               |               |               |        |
| Bence Halász         | Hammerwurf     | 76,90 m       | 6             | 79,97 m       | 2             | Silber |
| Dániel Rába          | Hammerwurf     | 72,29 m       | 21            | ausgeschieden | ausgeschieden | 21     |
| Donát Varga          | Hammerwurf     | 71,65 m       | 25            | ausgeschieden | ausgeschieden | 25     |

Mehrkampf 
| Athletinnen   | 100 m Hürden | 100 m Hürden | Hochsprung | Hochsprung | Kugelstoßen | Kugelstoßen | 200 m      | 200 m  | Weitsprung | Weitsprung | Speerwurf  | Speerwurf | 800 m          | 800 m  | Punkte  | Rang |
| Athletinnen   | Zeit         | Punkte       | Höhe       | Punkte     | Weite       | Punkte      | Zeit       | Punkte | Weite      | Punkte     | Weite      | Punkte    | Zeit           | Punkte | Punkte  | Rang |
| ------------- | ------------ | ------------ | ---------- | ---------- | ----------- | ----------- | ---------- | ------ | ---------- | ---------- | ---------- | --------- | -------------- | ------ | ------- | ---- |
| Siebenkampf   |              |              |            |            |             |             |            |        |            |            |            |           |                |        |         |      |
| Xénia Krizsán | 13,61 s SB   | 1034         | 1,77 m     | 941        | 13,89 m     | 787         | 24,92 m SB | 894    | 6,03 m     | 859        | 49,52 m SB | 851       | 2:06,27 min PB | 1020   | 6386 SB | 7    |
| Rita Nemes    | 13,82 s      | 1004         | 1,77 m     | 941        | 13,64 m     | 770         | 25,61 m    | 832    | 5,88 m     | 813        | 43,64 m    | 737       | 2:10,10 min PB | 963    | 6060    | 18   |

### Moderner Fünfkampf
Über die Europaspiele 2023 erhielten zwei ungarische Fünfkämpfer einen Startplatz für die Olympischen Spiele. Bei den Weltmeisterschaften 2024 konnten zwei weitere Startplätze erreicht werden.
| Athleten        | Fechten | Fechten | Schwimmen   | Schwimmen | Reiten  | Reiten | Combined     | Combined | Punkte | Rang |
| Athleten        | Bilanz  | Punkte  | Zeit        | Punkte    | Zeit    | Punkte | Zeit         | Punkte   | Punkte | Rang |
| --------------- | ------- | ------- | ----------- | --------- | ------- | ------ | ------------ | -------- | ------ | ---- |
| Frauen          |         |         |             |           |         |        |              |          |        |      |
| Michelle Gulyás | 24+0    | 245     | 2:12,44 min | 286       | 62,69 s | 300    | 11:10,01 min | 630      | 1461   | Gold |
| Blanka Guzi     | 15+0    | 200     | 2:16,25 min | 278       | 56,52 s | 300    | 10:45,48 min | 655      | 1433   | 4    |
| Männer          |         |         |             |           |         |        |              |          |        |      |
| Csaba Bőhm      | 13+0    | 190     | 1:58,94 min | 313       | 56,91 s | 286    | 9:44,87 min  | 716      | 1505   | 13   |
| Balázs Szép     | 18+0    | 215     | 2:05,83 min | 299       | 56,59 s | 300    | 9:55,29 min  | 705      | 1519   | 10   |

### Radsport
Über die UCI-Straßen-Weltrangliste nach Nationen erhielt Ungarn einen Quotenplatz für das Straßenrennen der Männer. Durch das Abschneiden bei den Weltmeisterschaften 2023 war man auch im Straßenrennen der Frauen startberechtigt. Durch das Abschneiden bei den Mountainbike-Weltmeisterschaften 2023 qualifizierte sich Ungarn mit einer Athletin für das Cross-Country-Rennen.

#### Straße
| Athleten        | Wettbewerb       | Zeit         | Rang |
| --------------- | ---------------- | ------------ | ---- |
| Frauen          |                  |              |      |
| Kata Blanka Vas | Straßenrennen    | 4:00:21 h    | 4    |
| Männer          |                  |              |      |
| Attila Valter   | Straßenrennen    | 6:20:50 h    | 4    |
| Attila Valter   | Einzelzeitfahren | 38:45,68 min | 22   |

#### Mountainbike
| Athleten        | Wettbewerb    | Zeit      | Rang |
| --------------- | ------------- | --------- | ---- |
| Frauen          |               |           |      |
| Kata Blanka Vas | Cross-Country | 1:31:42 h | 10   |

### Reiten
Über die regionale Rangliste der Gruppe C (Zentral- und Osteuropa, Asien) erhielt Ungarn einen Startplatz im Vielseitigkeitsreiten.

#### Vielseitigkeitsreiten
| Athleten                                  | Wettbewerb | Minuspunkte Dressur | Minuspunkte Gelände | Minuspunkte Springen | Minuspunkte Springen | Minuspunkte Gesamt | Rang |
| ----------------------------------------- | ---------- | ------------------- | ------------------- | -------------------- | -------------------- | ------------------ | ---- |
| Balázs Kaizinger mit Herr Cooles Classico | Einzel     | 45,80               | 16,00               | 10,00                | ausgeschieden        | 71,80              | 41   |

### Ringen
Bei den Weltmeisterschaften 2023 gewann Ungarn Quotenplätze in zwei Gewichtsklassen. Beim europäischen Qualifikationsturnier in Baku konnte zudem ein Startplatz in der Klasse bis 76 kg der Frauen gewonnen werden. Auch beim finalen Qualifikationsturnier in Istanbul wurden zwei Quotenplätze erreicht.

#### Freier Stil
Legende: G = Gewonnen, V = Verloren, S = Schultersieg
| Athleten          | Wettbewerb        | Achtelfinale     | Achtelfinale | Viertelfinale | Viertelfinale | Halbfinale    | Halbfinale    | Hoffnungsrunde Halbfinale | Hoffnungsrunde Halbfinale | Hoffnungsrunde Finale | Hoffnungsrunde Finale | Finale        | Finale        | Rang |
| Athleten          | Wettbewerb        | Gegner           | Ergebnis     | Gegner        | Ergebnis      | Gegner        | Ergebnis      | Gegner                    | Ergebnis                  | Gegner                | Ergebnis              | Gegner        | Ergebnis      | Rang |
| ----------------- | ----------------- | ---------------- | ------------ | ------------- | ------------- | ------------- | ------------- | ------------------------- | ------------------------- | --------------------- | --------------------- | ------------- | ------------- | ---- |
| Frauen            |                   |                  |              |               |               |               |               |                           |                           |                       |                       |               |               |      |
| Bernadett Nagy    | Klasse bis 76 kg  | R. Hooda         | V 2:12       | ausgeschieden | ausgeschieden | ausgeschieden | ausgeschieden | ausgeschieden             | ausgeschieden             | ausgeschieden         | ausgeschieden         | ausgeschieden | ausgeschieden | 13   |
| Männer            |                   |                  |              |               |               |               |               |                           |                           |                       |                       |               |               |      |
| Ismail Mussukajew | Klasse bis 65 kg  | E. Akmatalijewdi | G 11:0       | H. Əliyev     | G 10:3        | R. Amouzad    | V 0:10        | ―                         | ―                         | I. Dudaev             | V 12:13               | ausgeschieden | ausgeschieden | 5    |
| Dániel Ligeti     | Klasse bis 125 kg | A. Mutuwa        | G 11:0       | T. Akgül      | V 0:8         | ausgeschieden | ausgeschieden | ausgeschieden             | ausgeschieden             | ausgeschieden         | ausgeschieden         | ausgeschieden | ausgeschieden | 7    |

#### Griechisch-römischer Stil
Legende: G = Gewonnen, V = Verloren, S = Schultersieg
| Athleten       | Wettbewerb       | Achtelfinale | Achtelfinale | Viertelfinale | Viertelfinale | Halbfinale    | Halbfinale    | Hoffnungsrunde Halbfinale | Hoffnungsrunde Halbfinale | Hoffnungsrunde Finale | Hoffnungsrunde Finale | Finale        | Finale        | Rang |
| Athleten       | Wettbewerb       | Gegner       | Ergebnis     | Gegner        | Ergebnis      | Gegner        | Ergebnis      | Gegner                    | Ergebnis                  | Gegner                | Ergebnis              | Gegner        | Ergebnis      | Rang |
| -------------- | ---------------- | ------------ | ------------ | ------------- | ------------- | ------------- | ------------- | ------------------------- | ------------------------- | --------------------- | --------------------- | ------------- | ------------- | ---- |
| Männer         |                  |              |              |               |               |               |               |                           |                           |                       |                       |               |               |      |
| Zoltán Lévai   | Klasse bis 77 kg | B. Akbudak   | G 2:1        | S. Süleymanov | V 1:1         | ausgeschieden | ausgeschieden | ausgeschieden             | ausgeschieden             | ausgeschieden         | ausgeschieden         | ausgeschieden | ausgeschieden | 7    |
| Dávid Losonczi | Klasse bis 87 kg | R. Hüseynov  | G 5:2        | A. Komarov    | G 2:2         | S. Nowikow    | V 1:3         | ―                         | ―                         | T. Bisultanov         | V 1:2                 | ausgeschieden | ausgeschieden | 5    |

### Rudern
Durch die Neuverteilung ungenutzter Quotenplätze erhielt Ungarn einen Startplatz im Einer der Männer.
| Athleten                  | Wettbewerb | Vorlauf     | Vorlauf | Vorlauf       | Hoffnungslauf / Viertelfinale | Hoffnungslauf / Viertelfinale | Hoffnungslauf / Viertelfinale | Halbfinale  | Halbfinale | Halbfinale    | Finale      | Finale | Rang |
| Athleten                  | Wettbewerb | Zeit        | Rang    | Qualifikation | Zeit                          | Rang                          | Qualifikation                 | Zeit        | Rang       | Qualifikation | Zeit        | Rang   | Rang |
| ------------------------- | ---------- | ----------- | ------- | ------------- | ----------------------------- | ----------------------------- | ----------------------------- | ----------- | ---------- | ------------- | ----------- | ------ | ---- |
| Männer                    |            |             |         |               |                               |                               |                               |             |            |               |             |        |      |
| Bendegúz Pétervári-Molnár | Einer      | 6:58,76 min | 3       | Viertelfinale | 7:05,04 min                   | 4                             | Halbfinale C/D                | 6:56,92 min | 2          | C-Finale      | 6:47,81 min | 4      | 16   |

### Schießen
Im bis zum 9. Juni 2024 laufenden Qualifikationszeitraum konnten fünf Quotenplätze erreicht werden.
| Athleten                    | Wettbewerb                                 | Qualifikation   | Qualifikation | Finale          | Finale        |
| Athleten                    | Wettbewerb                                 | Ringe/ Scheiben | Rang          | Ringe/ Scheiben | Rang          |
| --------------------------- | ------------------------------------------ | --------------- | ------------- | --------------- | ------------- |
| Frauen                      |                                            |                 |               |                 |               |
| Sára Ráhel Fábián           | 25 m Sportpistole                          | 582             | 14            | ausgeschieden   | ausgeschieden |
| Veronika Major              | 25 m Sportpistole                          | 592             | 1             | 31              | Bronze        |
| Sára Ráhel Fábián           | 10 m Luftpistole                           | 566             | 33            | ausgeschieden   | ausgeschieden |
| Veronika Major              | 10 m Luftpistole                           | 582             | 1             | 114,0           | 8             |
| Eszter Mészáros             | 50 m Kleinkalibergewehr Dreistellungskampf | 577             | 29            | ausgeschieden   | ausgeschieden |
| Eszter Mészáros             | 10 m Luftgewehr                            | 628,6           | 15            | ausgeschieden   | ausgeschieden |
| Männer                      |                                            |                 |               |                 |               |
| Zalán Pekler                | 50 m Kleinkalibergewehr Dreistellungskampf | 582             | 32            | ausgeschieden   | ausgeschieden |
| István Péni                 | 50 m Kleinkalibergewehr Dreistellungskampf | 587             | 21            | ausgeschieden   | ausgeschieden |
| Zalán Pekler                | 10 m Luftgewehr                            | 628,4           | 17            | ausgeschieden   | ausgeschieden |
| István Péni                 | 10 m Luftgewehr                            | 628,3           | 18            | ausgeschieden   | ausgeschieden |
| Mixed                       |                                            |                 |               |                 |               |
| Eszter Mészáros István Péni | 10 m Luftgewehr Mannschaft                 | 624,7           | 20            | ausgeschieden   | ausgeschieden |

### Schwimmen
Ungarische Schwimmer hatten die olympischen Normzeiten des Weltverbandes in diversen Wettbewerben erreicht. Zudem qualifizierte man drei Staffeln und erhielt insgesamt drei Quotenplätze für die beiden Freiwasserwettbewerbe.
| Athleten                                                 | Wettbewerb          | Vorlauf         | Vorlauf | Halbfinale    | Halbfinale    | Finale          | Finale        | Rang   |
| Athleten                                                 | Wettbewerb          | Zeit            | Rang    | Zeit          | Rang          | Zeit            | Rang          | Rang   |
| -------------------------------------------------------- | ------------------- | --------------- | ------- | ------------- | ------------- | --------------- | ------------- | ------ |
| Frauen                                                   |                     |                 |         |               |               |                 |               |        |
| Petra Senánszky                                          | 50 m Freistil       | 25,21 s         | 24      | ausgeschieden | ausgeschieden | ausgeschieden   | ausgeschieden | 24     |
| Nikolett Pádár                                           | 200 m Freistil      | DSQ             | DSQ     | ausgeschieden | ausgeschieden | ausgeschieden   | ausgeschieden | ―      |
| Lilla Minna Ábrahám                                      | 200 m Freistil      | 1:57,77 min     | 13      | 1:57,78 min   | 14            | ausgeschieden   | ausgeschieden | 14     |
| Ajna Késely                                              | 400 m Freistil      | 4:08,90 min     | 13      | —             | —             | ausgeschieden   | ausgeschieden | 13     |
| Ajna Késely                                              | 800 m Freistil      | 8:36,13 min     | 13      | —             | —             | ausgeschieden   | ausgeschieden | 13     |
| Vivien Jackl                                             | 1500 m Freistil     | 16:31,25 min    | 15      | —             | —             | ausgeschieden   | ausgeschieden | 15     |
| Eszter Szabó-Feltóthy                                    | 200 m Rücken        | 2:09,72 min     | 9       | 2:09,41 min   | 10            | ausgeschieden   | ausgeschieden | 10     |
| Dora Molnar                                              | 200 m Rücken        | 2:10,51 min     | 16      | 2:09,83 min   | 12            | ausgeschieden   | ausgeschieden | 12     |
| Boglárka Kapás                                           | 200 m Schmetterling | 2:09,28 min     | 10      | 2:09,23 min   | 14            | ausgeschieden   | ausgeschieden | 14     |
| Dalma Sebestyén                                          | 200 m Lagen         | 2:15,16 min     | 25      | ausgeschieden | ausgeschieden | ausgeschieden   | ausgeschieden | 25     |
| Vivien Jackl                                             | 400 m Lagen         | 4:44,47 min     | 14      | —             | —             | ausgeschieden   | ausgeschieden | 14     |
| Minna Ábrahám Nikolett Pádár Petra Senánszky Panna Ugrai | 4 × 100 m Freistil  | 3:37,33 min     | 10      | —             | —             | ausgeschieden   | ausgeschieden | 10     |
| Minna Ábrahám Ajna Késely Nikolett Pádár Panna Ugrai     | 4 × 200 m Freistil  | 7:52,25 min     | 2       | —             | —             | 7:50,52 min     | 6             | 6      |
| Béttina Fábián                                           | 10 km Freiwasser    | —               | —       | —             | —             | 2:04:16,9 h     | 5             | 5      |
| Männer                                                   |                     |                 |         |               |               |                 |               |        |
| Szebasztián Szabó                                        | 50 m Freistil       | 22,12 s         | 24      | ausgeschieden | ausgeschieden | ausgeschieden   | ausgeschieden | 24     |
| Nándor Németh                                            | 100 m Freistil      | 47,93 s         | 4       | 47,61 s       | 3             | 47,50 s         | 4             | 4      |
| Nándor Németh                                            | 200 m Freistil      | DNS             | DNS     | DNS           | DNS           | DNS             | DNS           | DNS    |
| Zalan Sarkany                                            | 400 m Freistil      | 3:47,33 min     | 14      | —             | —             | ausgeschieden   | ausgeschieden | 14     |
| Zalán Sárkány                                            | 800 m Freistil      | 7:48,90 min     | 14      | —             | —             | ausgeschieden   | ausgeschieden | 14     |
| Zalán Sárkány                                            | 1500 m Freistil     | 14:52,42 min    | 11      | —             | —             | ausgeschieden   | ausgeschieden | 11     |
| Dávid Betlehem                                           | 1500 m Freistil     | 14:45,59 min NR | 8       | —             | —             | 14:40,91 min NR | 4             | 4      |
| Ádám Jászó                                               | 100 m Rücken        | 53,97 s         | 19      | ausgeschieden | ausgeschieden | ausgeschieden   | ausgeschieden | 19     |
| Hubert Kós                                               | 100 m Rücken        | 52,78 s NR      | 1       | 52,98 s       | 10            | ausgeschieden   | ausgeschieden | 10     |
| Ádám Telegdy                                             | 200 m Rücken        | 1:57,98 min     | 16      | 1:57,58 min   | 13            | ausgeschieden   | ausgeschieden | 13     |
| Hubert Kós                                               | 200 m Rücken        | 1:57,01 min     | 4       | 1:55,96 min   | 1             | 1:54,26 min     | 1             | Gold   |
| Kristóf Milák                                            | 100 m Schmetterling | 50,19 s         | 1       | 50,38 s       | 1             | 49,90 s         | 1             | Gold   |
| Hubert Kós                                               | 100 m Schmetterling | 51,58 s         | 14      | 52,22 s       | 16            | ausgeschieden   | ausgeschieden | 16     |
| Kristóf Milák                                            | 200 m Schmetterling | 1:53,92 min     | 1       | 1:52,72 min   | 1             | 1:51,75 min     | 2             | Silber |
| Richárd Márton                                           | 200 m Schmetterling | 1:56,03 min     | 16      | 1:55,93 min   | 14            | ausgeschieden   | ausgeschieden | 14     |
| Gábor Zombori                                            | 200 m Lagen         | DNS             | DNS     | DNS           | DNS           | DNS             | DNS           | DNS    |
| Balázs Holló                                             | 400 m Lagen         | 4:12,20 min     | 9       | —             | —             | ausgeschieden   | ausgeschieden | 9      |
| Gábor Zombori                                            | 400 m Lagen         | 4:14,88 min     | 14      | —             | —             | ausgeschieden   | ausgeschieden | 14     |
| Ádám Jászó Hubert Kós Nándor Németh Szebasztián Szabó    | 4 × 100 m Freistil  | 3:12,96 min     | 7       | —             | —             | 3:13,11 min     | 8             | 8      |
| Kristóf Rasovszky                                        | 10 km Freiwasser    | —               | —       | —             | —             | 1:50:52,7 h     | 1             | Gold   |
| Dávid Betlehem                                           | 10 km Freiwasser    | —               | —       | —             | —             | 1:51:09,0 h     | 3             | Bronze |

### Segeln
Über die Segel-Weltmeisterschaften 2023 erhielt Ungarn je einen Startplatz in den beiden Laserwettbewerben.
| Athleten       | Wettbewerb   | Qualifikation | Qualifikation | Medal Race    | Medal Race    | Punkte | Rang |
| Athleten       | Wettbewerb   | Punkte        | Rang          | Punkte        | Rang          | Punkte | Rang |
| -------------- | ------------ | ------------- | ------------- | ------------- | ------------- | ------ | ---- |
| Frauen         |              |               |               |               |               |        |      |
| Mária Érdi     | Laser Radial | 151           | 14            | ausgeschieden | ausgeschieden | 151    | 14   |
| Männer         |              |               |               |               |               |        |      |
| Jonatán Vadnai | Laser        | 78            | 6             | 6             | 3             | 84     | 4    |

### Taekwondo
Über die olympische Rangliste qualifizierte sich Omar Salim für die Olympischen Spiele. Zudem konnten sich über das europäische Qualifikationsturnier in Sofia zwei weitere Athleten qualifizieren.
| Athleten       | Wettbewerb       | Achtelfinale | Achtelfinale | Viertelfinale  | Viertelfinale | Hoffnungsrunde Halbfinale | Hoffnungsrunde Halbfinale | Halbfinale    | Halbfinale    | Hoffnungsrunde Finale | Hoffnungsrunde Finale | Finale        | Finale        | Rang |
| Athleten       | Wettbewerb       | Gegner       | Ergebnis     | Gegner         | Ergebnis      | Gegner                    | Ergebnis                  | Gegner        | Ergebnis      | Gegner                | Ergebnis              | Gegner        | Ergebnis      | Rang |
| -------------- | ---------------- | ------------ | ------------ | -------------- | ------------- | ------------------------- | ------------------------- | ------------- | ------------- | --------------------- | --------------------- | ------------- | ------------- | ---- |
| Frauen         |                  |              |              |                |               |                           |                           |               |               |                       |                       |               |               |      |
| Viviana Márton | Klasse bis 67 kg | R. Gbagbi    | 2:1          | K. Teachout    | 2:1           | ―                         | ―                         | S. Chaâri     | 2:0           | ―                     | ―                     | A. Perišić    | 2:0           | Gold |
| Männer         |                  |              |              |                |               |                           |                           |               |               |                       |                       |               |               |      |
| Omar Salim     | Klasse bis 58 kg | L. Guzmán    | 2:1          | V. Dell’Aquila | 0:2           | ausgeschieden             | ausgeschieden             | ausgeschieden | ausgeschieden | ausgeschieden         | ausgeschieden         | ausgeschieden | ausgeschieden | 9    |
| Levente Józsa  | Klasse bis 68 kg | Liang Y.     | 1:2          | ausgeschieden  | ausgeschieden | ausgeschieden             | ausgeschieden             | ausgeschieden | ausgeschieden | ausgeschieden         | ausgeschieden         | ausgeschieden | ausgeschieden | 11   |

### Tennis
Über die ATP-Rangliste qualifizierten sich zwei ungarische Tennisspieler für die in Stade Roland Garros ausgetragenen Wettbewerbe.
| Athleten                         | Wettbewerb | 1. Runde                   | 1. Runde      | 2. Runde      | 2. Runde      | Achtelfinale  | Achtelfinale  | Viertelfinale | Viertelfinale | Halbfinale    | Halbfinale    | Finale / Platz 3 | Finale / Platz 3 | Rang |
| Athleten                         | Wettbewerb | Gegner                     | Ergebnis      | Gegner        | Ergebnis      | Gegner        | Ergebnis      | Gegner        | Ergebnis      | Gegner        | Ergebnis      | Gegner           | Ergebnis         | Rang |
| -------------------------------- | ---------- | -------------------------- | ------------- | ------------- | ------------- | ------------- | ------------- | ------------- | ------------- | ------------- | ------------- | ---------------- | ---------------- | ---- |
| Männer                           |            |                            |               |               |               |               |               |               |               |               |               |                  |                  |      |
| Fábián Marozsán                  | Einzel     | U. Humbert                 | 3:6, 2:6      | ausgeschieden | ausgeschieden | ausgeschieden | ausgeschieden | ausgeschieden | ausgeschieden | ausgeschieden | ausgeschieden | ausgeschieden    | ausgeschieden    | 33   |
| Márton Fucsovics                 | Einzel     | R. Nadal                   | 1:6, 6:4, 4:6 | ausgeschieden | ausgeschieden | ausgeschieden | ausgeschieden | ausgeschieden | ausgeschieden | ausgeschieden | ausgeschieden | ausgeschieden    | ausgeschieden    | 33   |
| Márton Fucsovics Fábián Marozsán | Doppel     | T. Griekspoor / W. Koolhof | 2:6, 3:6      | —             | —             | ausgeschieden | ausgeschieden | ausgeschieden | ausgeschieden | ausgeschieden | ausgeschieden | ausgeschieden    | ausgeschieden    | 17   |

### Tischtennis
Über die ITTF-Weltrangliste konnte sich ein ungarisches Mixed-Doppel für die Olympischen Spiele qualifizieren. Zudem gelang Georgina Póta im Einzel der Frauen die Qualifikation über die ITTF-Weltrangliste.
| Athleten                    | Wettbewerb | 1. Runde | 1. Runde | 2. Runde | 2. Runde | 3. Runde   | 3. Runde | Achtelfinale           | Achtelfinale  | Viertelfinale | Viertelfinale | Halbfinale    | Halbfinale    | Finale / Platz 3 | Finale / Platz 3 | Rang |
| Athleten                    | Wettbewerb | Gegner   | Erg.     | Gegner   | Erg.     | Gegner     | Erg.     | Gegner                 | Erg.          | Gegner        | Erg.          | Gegner        | Erg.          | Gegner           | Erg.             | Rang |
| --------------------------- | ---------- | -------- | -------- | -------- | -------- | ---------- | -------- | ---------------------- | ------------- | ------------- | ------------- | ------------- | ------------- | ---------------- | ---------------- | ---- |
| Frauen                      |            |          |          |          |          |            |          |                        |               |               |               |               |               |                  |                  |      |
| Georgina Póta               | Einzel     | Freilos  | Freilos  | Shan X.  | 4:3      | Shin Y.-b. | 1:4      | ausgeschieden          | ausgeschieden | ausgeschieden | ausgeschieden | ausgeschieden | ausgeschieden | ausgeschieden    | ausgeschieden    | 17   |
| Mixed                       |            |          |          |          |          |            |          |                        |               |               |               |               |               |                  |                  |      |
| Nandor Ecseki Dóra Madarász | Doppel     | —        | —        | —        | —        | —          | —        | Wong C. T. / Doo H. K. | 1:4           | ausgeschieden | ausgeschieden | ausgeschieden | ausgeschieden | ausgeschieden    | ausgeschieden    | 9    |

### Triathlon
Über die Einzel-Qualifikationsrangliste erhielt Ungarn einen Startplatz bei den Frauen und zwei Startplätze bei den Männern.
| Athleten          | Wettbewerb | Zeit      | Rang |
| ----------------- | ---------- | --------- | ---- |
| Frauen            |            |           |      |
| Zsanett Bragmayer | Einzel     | 2:00:24 h | 26   |
| Männer            |            |           |      |
| Bence Bicsák      | Einzel     | 1:45:14 h | 16   |
| Csongor Lehmann   | Einzel     | 1:44:27 h | 11   |

### Turnen
Über die Weltmeisterschaften 2023 konnten sich drei ungarische Athleten einen namentlichen Quotenplatz im Gerätturnen sichern. Bei den Frauen durfte durch die entsprechenden WM-Platzierungen eine weitere Athletin benannt werden. Über die Weltmeisterschaften der Rhythmischen Sportgymnastik 2023 konnte dort zudem ein Platz für den Einzelmehrkampf gewonnen werden.

#### Gerätturnen
| Athleten            | Wettbewerb       | Qualifikation | Qualifikation | Finale        | Finale        | Rang          |
| Athleten            | Wettbewerb       | Punkte        | Rang          | Punkte        | Rang          | Rang          |
| ------------------- | ---------------- | ------------- | ------------- | ------------- | ------------- | ------------- |
| Frauen              |                  |               |               |               |               |               |
| Csenge Bácskay      | Sprung           | 13,766        | 12            | ausgeschieden | ausgeschieden | ausgeschieden |
| Bettina Lili Czifra | Boden            | 12,600        | 45            | ausgeschieden | ausgeschieden | ausgeschieden |
| Bettina Lili Czifra | Schwebebalken    | 13,233        | 31            | ausgeschieden | ausgeschieden | ausgeschieden |
| Bettina Lili Czifra | Stufenbarren     | 13,933        | 18            | ausgeschieden | ausgeschieden | ausgeschieden |
| Bettina Lili Czifra | Mehrkampf Einzel | 52,732        | 22            | 51,099        | 21            | 21            |
| Zsófia Kovács       | Stufenbarren     | 13,433        | 34            | ausgeschieden | ausgeschieden | ausgeschieden |
| Männer              |                  |               |               |               |               |               |
| Krisztofer Mészáros | Barren           | 14,733        | 13            | ausgeschieden | ausgeschieden | ausgeschieden |
| Krisztofer Mészáros | Boden            | 12,900        | 59            | ausgeschieden | ausgeschieden | ausgeschieden |
| Krisztofer Mészáros | Pauschenpferd    | 13,633        | 30            | ausgeschieden | ausgeschieden | ausgeschieden |
| Krisztofer Mészáros | Reck             | 13,666        | 21            | ausgeschieden | ausgeschieden | ausgeschieden |
| Krisztofer Mészáros | Ringe            | 13,500        | 30            | ausgeschieden | ausgeschieden | ausgeschieden |
| Krisztofer Mészáros | Mehrkampf Einzel | 82,798        | 14            | 83,899        | 9             | 9             |

#### Rhythmische Sportgymnastik
| Athletinnen     | Wettbewerb       | Qualifikation | Qualifikation | Finale        | Finale        | Rang |
| Athletinnen     | Wettbewerb       | Punkte        | Rang          | Punkte        | Rang          | Rang |
| --------------- | ---------------- | ------------- | ------------- | ------------- | ------------- | ---- |
| Frauen          |                  |               |               |               |               |      |
| Fanni Pigniczki | Mehrkampf Einzel | 127,350       | 12            | ausgeschieden | ausgeschieden | 12   |

### Wasserball
Über die Weltmeisterschaften 2023 hatten sich die ungarischen Männer für das olympische Turnier qualifiziert. Bei den Weltmeisterschaften 2024 gelang dies auch den Frauen.
| Wettbewerb         | Frauen | Männer |
| ------------------ | --- | --- |
| Athleten           | Kamilla Faragó Krisztina Garda Gréta Gurisatti Brigitta Horváth Rita Keszthelyi Dóra Leimeter Alda Magyari Geraldine Mahieu Boglárka Neszmély Rebecca Parkes Nataša Rybanská Dorottya Szilágyi Vanda Vályi | Dániel Angyal Márk Bányai Gergő Fekete Balázs Hárai Szilárd Jansik Krisztián Manhercz Erik Molnár Ádám Nagy Márton Vámos Dénes Varga Vince Vigvári Soma Vogel Gergő Zalánki |
| Trainer            | Attila Mihók | Zsolt Varga |
| Gruppenphase       | Niederlande (8:10) Kanada (12:7) China (17:11) Australien (12:14) | Frankreich (13:12) Spanien (7:10) Japan (17:10) Australien (8:9) Serbien (17:13)                                                                                            |
| Viertelfinale      | Vereinigte Staaten (4:5) | Italien (12:10) |
| Platzierungsspiele | Griechenland (12:9) Italien (15:12) | — |
| Halbfinale         | ausgeschieden | Kroatien (8:9) |
| Spiel um Bronze    | ausgeschieden | Vereinigte Staaten (8:11) |
| Rang               | 5 | 4 |